# Pueblo maorí

Bandera de un movimiento por la soberanía del pueblo maorí (Tino rangatiratanga).

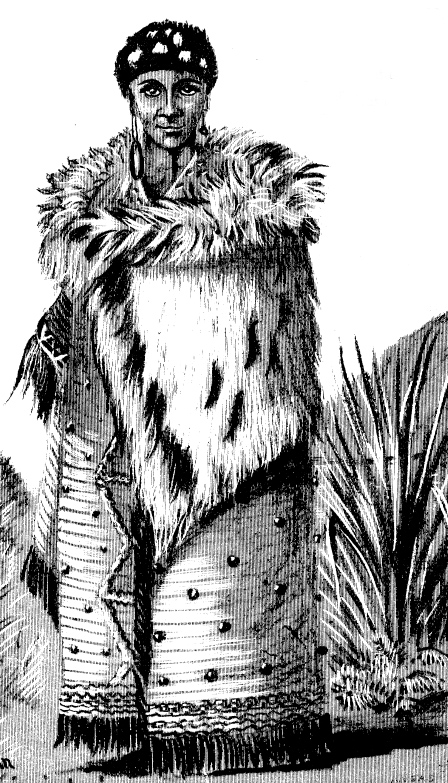
Mujer maorí de la tribu Ngāti Mahuta.

Los maoríes o maorís (Māori en idioma maorí) son una etnia polinésica que llegó a las islas de Nueva Zelanda, en el océano Pacífico sur, posiblemente de islas más al norte como Rarotonga o Tongatapu. La palabra maorí significa ‘común’, ‘normal’, en la lengua maorí, y también en otros idiomas de la Polinesia. Maoli en la lengua de Hawái quiere decir ‘nativo’, ‘indígena’, ‘verdadero’ o ‘real’.

## Origen de los maoríes
Nueva Zelanda, uno de los extremos de la gran área polinesia, estaba habitada antes de la llegada de los europeos por pueblos maoríes que, según la tradición, se establecieron allí en sucesivas migraciones iniciadas hacia el siglo X y concluidas en el siglo XIV procedentes de la Polinesia oriental (islas Cook o incluso Hawái). Probablemente los maoríes llegaron entre los años 800 y 1300. Estos pueblos tuvieron que adaptar su economía y su organización social a las nuevas condiciones ambientales y, aislados del resto del mundo, crearon una cultura original.
Las pruebas arqueológicas y lingüísticas (Sutton, 1994) sugieren que probablemente las olas de migraciones vinieron desde el este de Polinesia hacia Nueva Zelanda entre el 800 y el 1300. La tradición oral maorí describe la llegada de los antepasados provenientes de Hawaiki (un lugar legendario en la parte tropical de Polinesia, según la tradición se refiere a la isla sagrada de Raiatea (en tahitiano Ra'iātea) es una de las islas de Sotavento del archipiélago de las islas de la Sociedad, en la Polinesia Francesa) por grandes canoas que cruzaban los océanos (waka).
No existe ninguna prueba de asentamiento humano en Nueva Zelanda (todavía) antes de los viajeros maoríes; por otro lado, las evidencias fuertes de arqueología, lingüística y antropología física indican que los primeros pobladores vinieron del este de Polinesia.
Según la mitología maorí, los ancestros de los maoríes serían originarios de una mítica tierra llamada «Hawaiki», que estaría situada al oeste. Habría sido el lugar de partida desde donde migraron los polinesios hacia las diferentes islas. Según sus leyendas, los maoríes migraron desde Hawaiki (la actual Raiatea) a Aotearoa con siete barcas que fundaron las siete tribus originarias. Igualmente se dice que las almas de los muertos salen desde el cabo Renga, situado al extremo noroeste de la isla del Norte, hacia Hawaiki.

## Cultura maorí

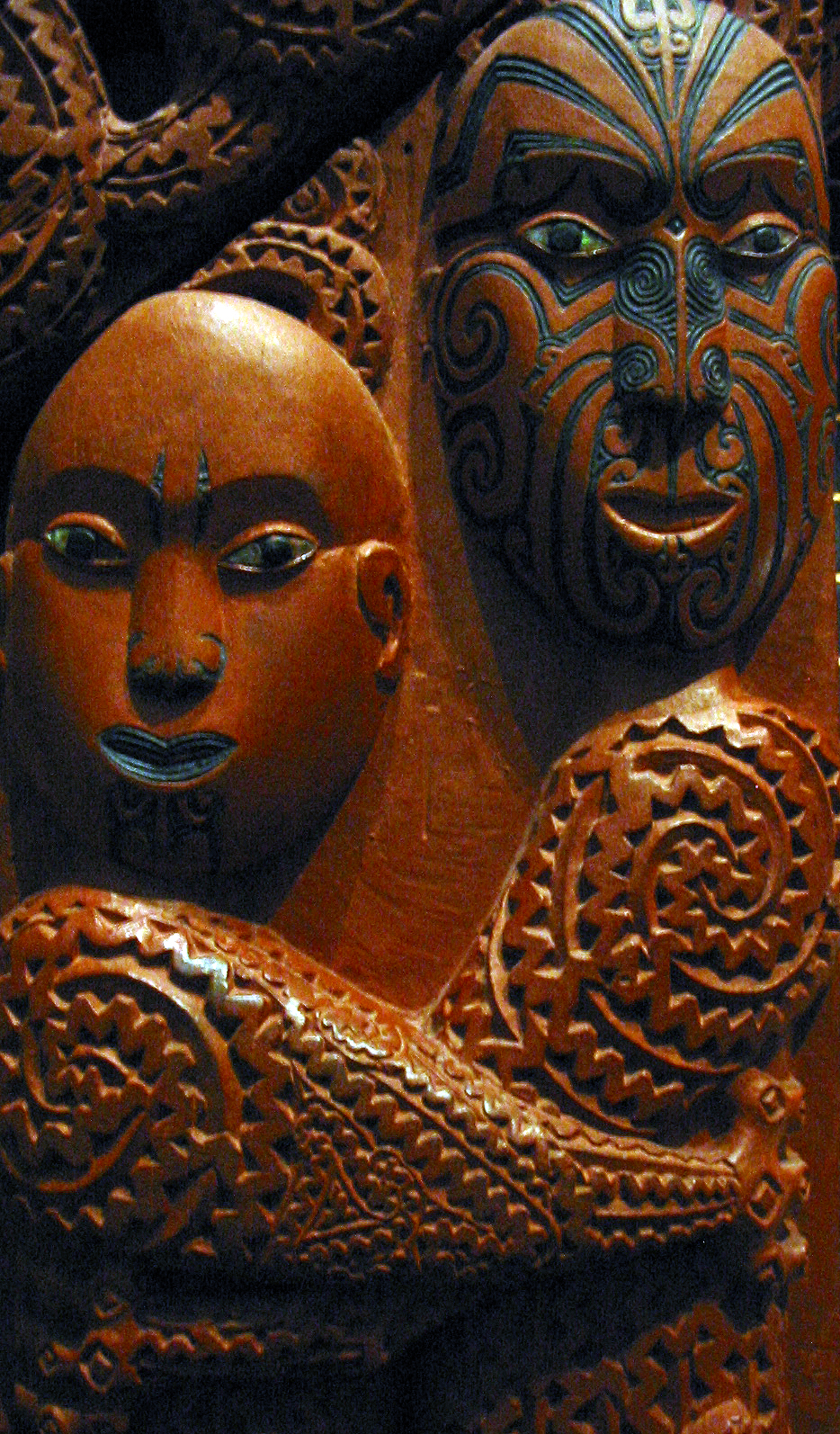
Pareja maorí, se distingue al varón guerrero por sus tatuajes.

El idioma maorí fue llevado a Nueva Zelanda por polinesios que se presume vivían en el área de Tahití, los cuales probablemente llegaron en canoas dobles.

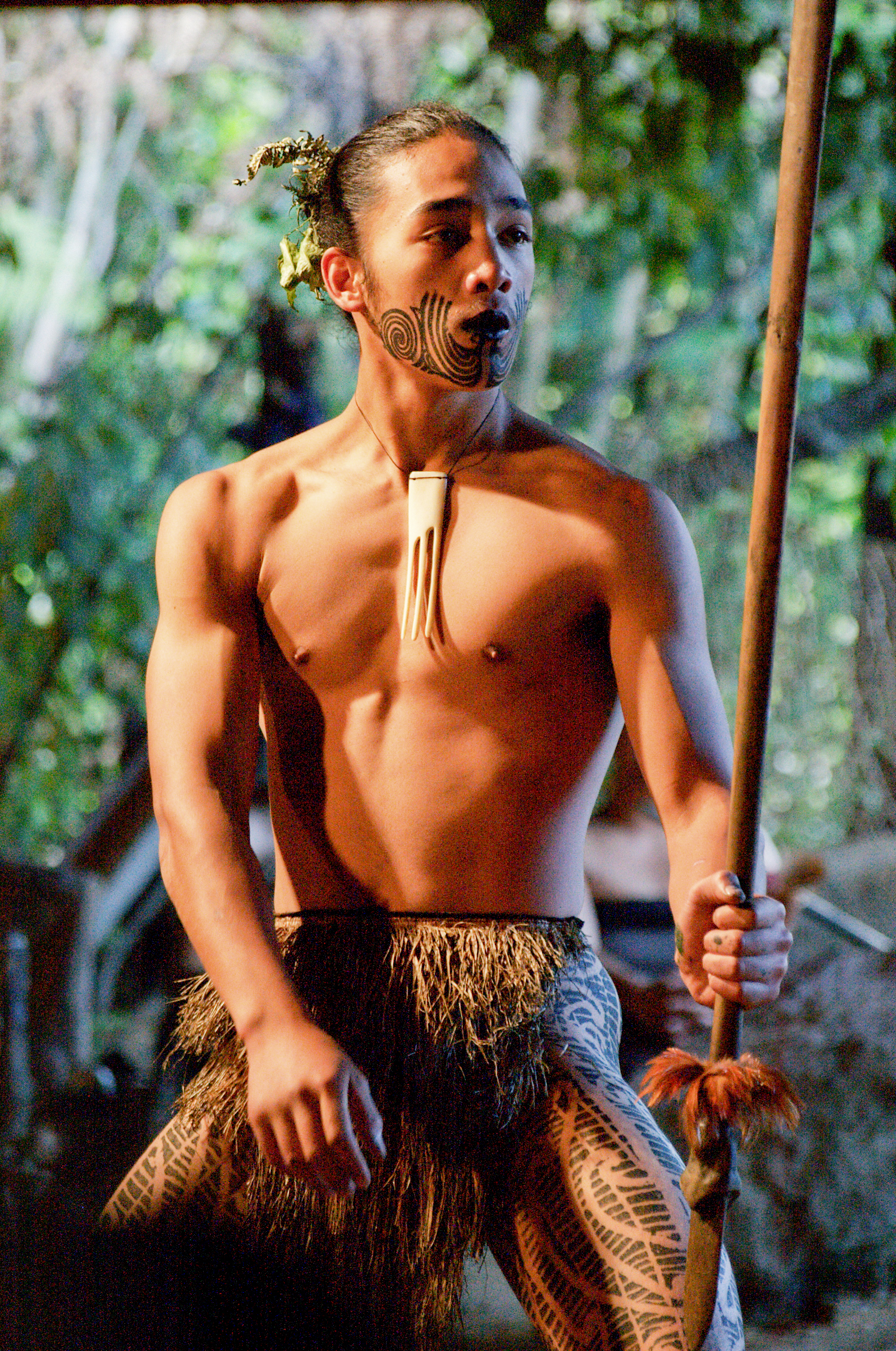
Joven maorí bailando haka para un grupo de turistas en Rotorua. En la mano izquierda sostiene una taiaha.

Hacia 2004, el uso de muchos de los dialectos menores habían disminuido casi hasta la extinción, los estudiantes más nuevos y los hablantes tradicionales utilizaban los estándares oficiales o el maorí de televisión. Sin embargo, las variantes regionales están todavía presentes en diferentes sitios Web y hasta entre hablantes y subtituladores de la televisión maorí.
La llegada a las islas significó un cambio cultural de pueblo marino del trópico a pueblo cazador de clima templado, con escasos recursos alimenticios: animales domésticos y cultivos tropicales, adaptables al nuevo clima. Antes de la llegada de las primeras personas, el 80 % de la tierra estaba cubierto por bosques existiendo praderas y estepas de tipo tussok en el tercio occidental de la isla Sur, más exactamente en las Planicies de Canterbury.
Es probable que los antiguos peruanos comerciaran con los polinesios de las Marquesas u otras islas, lo que puede explicar que el camote (Ipomoea batatas), planta americana, llegara tempranamente hasta Nueva Zelanda.
Las moas y otras aves autóctonas que eran cazadas por los maoríes, se extinguieron alrededor del año 1500 relativamente poco después de su llegada. Facilitó su extinción su baja reproducción, ya que no se dio una suficiente tasa de reposición ante el ritmo con el que eran cazados, sin embargo algunos opinan que existieron pequeños grupos de moas hasta fines del siglo XVIII o hasta inicios del siglo XIX. Se cuenta algún avistamiento por parte de marineros a las órdenes de James Cook y llaman la atención el estado de conservación de algunas plumas de estas aves.
A partir de las premisas de un antiguo estilo de la Polinesia centro oriental, llegaron a las realizaciones ornamentales que caracterizan su arte. La escultura, su manifestación más representativa, comprende tres tipos de obras: estatuas de bulto redondo, frisos ornamentales, y proas y popas de piraguas talladas. Los temas preferidos son la figura humana estilizada y los motivos geométricos, es rara la representación de animales. Casi toda la escultura tiene valor funcional y decorativo, salvo algunas imágenes de significado religioso, como la de Marakihau, el mítico ser marino de rostro humano y lengua bífida que se representa esquemáticamente, con las manos abiertas sobre el vientre, labrado en relieve sobre una placa rectangular, a veces calada. El rasgo más característico es la tupida decoración incisa.
Hay estatuillas masculinas, con rostros y cuerpo cubierto de dibujos a modo de tatuajes y la cabeza adornada con cabello natural, semejantes en muchos aspectos a las halladas en Tonga, Cook y Hawái. Quizás son las únicas imágenes objeto de culto.
En el relieve, el arte maorí hace gala de toda su habilidad técnica. La figura humana, aislada o en grupo, se destaca sobre un fondo de motivos geométricos calados, el rostro se caracterizaba por una gran boca, de la que suele salir una lengua triangular, con el labio superior muy arqueado, en forma de ocho. La decoración de motivos curvos y en espiral, junto con la figura humana, aparece en las partes talladas de las piraguas y en los tatuajes faciales o mokos.
Entre los mejores ejemplos del arte maorí se debe recordar los ornamentos pectorales de jade, labrados en forma del mítico hei-tiki, ser humano de cuerpo deforme, las mazas de guerra, hechas de madera o de hueso, y los grandes estuches de madera. En todos estos objetos la trama del dibujo se extiende en volutas y meandros de exquisitas elegancia y sensibilidad decorativa.
El análisis de la música maorí permite seguir la evolución de la música polinesia, pues parece que Nueva Zelanda ha conservado la más pura tradición. El canto épico conmemorativo y narrativo, y el canto que acompaña la danza son las dos principales manifestaciones de la música popular neozelandesa. Es pobre la tradición instrumental: se conocen algunos tipos de flauta, denominados putorino y koauau. Se emplean tambores, pero no para marcar el ritmo de la danza, sino como medio de comunicación entre lugares lejanos. El baile nacional, la haka, se marca con palmas y golpeando el suelo con los su función ritual o social. En especial, la épica guerrera encuentra su expresión natural en las enfáticas y declamatorias figuras rítmicas de la haka: son gritos y golpes rítmicos que deben intimidar al adversario e infundir valor guerrero maorí. En la actualidad, esta danza se ejecuta en ceremonias de recepción a visitantes extranjeros.
Esta música maorí ha sobrevivido hasta hoy entre los grupos más primitivos, a través de un largo proceso de decadencia y corrupción. Los cantos presentan un ritmo muy controlado y limitadas variaciones melódicas. Las canciones épicas y narrativas evocan los acontecimientos de la historia y de la mitología nacional, y comprenden numerosos himnos celebrativos.

## Interacciones con Europa antes de 1840

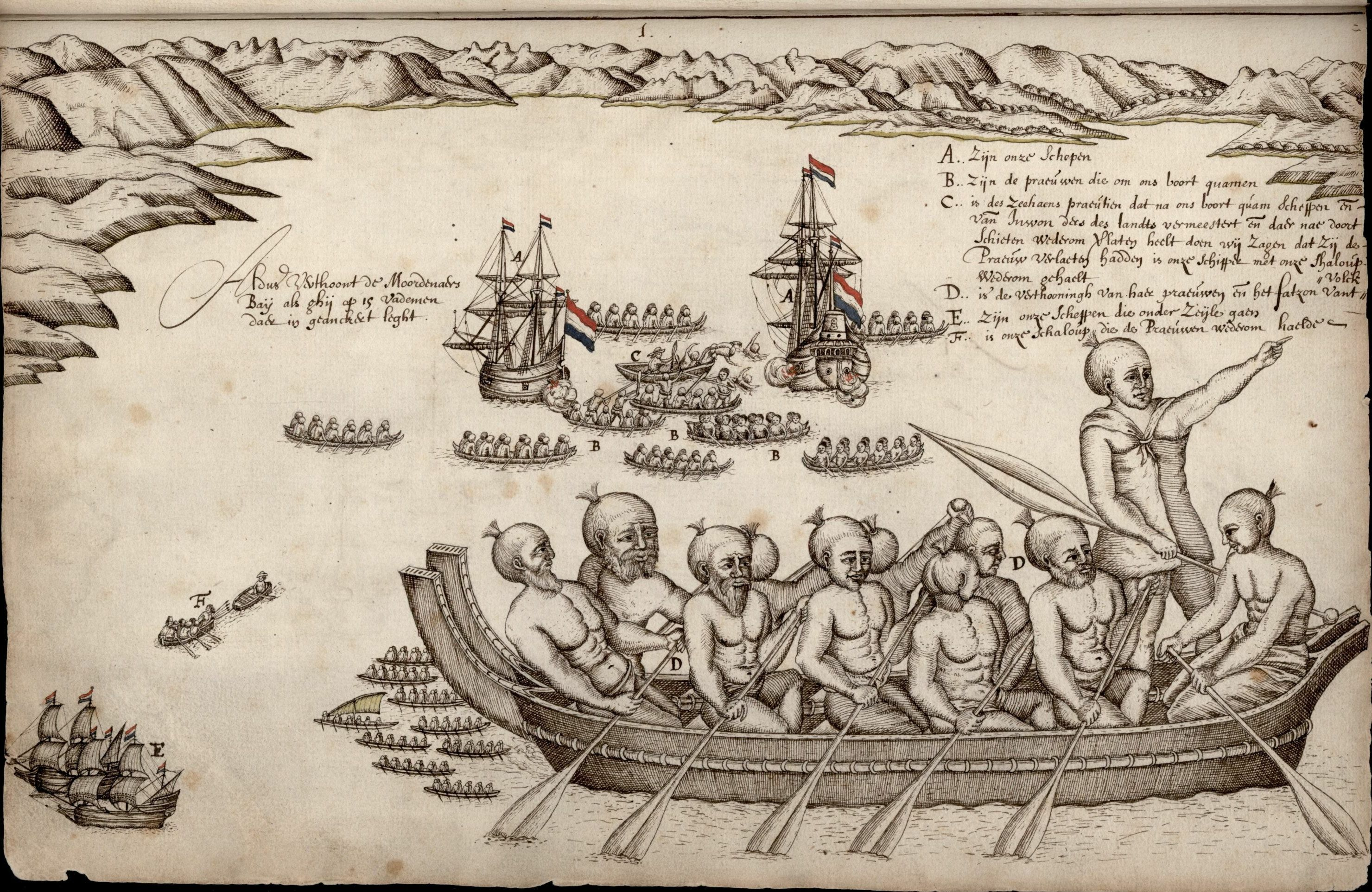
La primera impresión de los europeos sobre los maoríes, en Murderers Bay.

La colonización europea de Nueva Zelanda fue relativamente reciente. El historiador neozelandés Michael King cuenta en The Penguin History Of New Zealand que los maoríes son «la última comunidad humana en la Tierra intocada y no afectada por el resto del mundo».
Los primeros en visitar Nueva Zelanda fueron probablemente españoles. En 1525, hay teorías que apuntan a que Juan Sebastián Elcano llegó a las islas y la tripulación procreó con los nativos. Hay palabras maoríes que proceden del español. Este sorprendente descubrimiento refuerza la teoría.
En 1576, Juan Fernández, marino español asentado en Chile navegó por el Pacífico, al servicio del Virreinato del Perú. Sus descripciones de las costas que encontró encajan perfectamente con Nueva Zelanda.
Otros exploradores europeos posteriores —incluyendo Abel Tasman (que llegó en 1642) y el capitán James Cook (que llegó por primera vez en 1769 durante su primer viaje al Pacífico)— relatarán encuentros con maoríes. Estos relatos describían a los miembros del pueblo maorí como una raza de guerreros feroces y orgullosos. Guerras inter-tribales ocurrían frecuentemente durante este período, con los victoriosos esclavizando o incluso comiendo después a los perdedores.
En el comienzo de los años 1780 los maoríes tuvieron encuentros con marineros de balleneros; algunos además eran tripulantes de los navíos extranjeros. La corriente continua de presos que escapaban y de otros desertores en navíos de Australia, expone a la población indígena de Nueva Zelanda a influencias externas.
En 1830 se estimaba que el número de europeos viviendo entre los maoríes era de cerca de 2000. El estatus de los recién llegados variaba de esclavo a consejero de alto nivel; de prisionero a otros que abandonaban la cultura europea y se identificaban con el pueblo maorí. Cuando Pomare comandó un destacamento de guerra contra Titore en 1838, tenía 132 mercenarios entre sus guerreros. Frederick Edward Maning, uno de los primeros colonos, escribió dos libros que se convertirán en clásicos de la literatura neozelandesa: Old New Zealand y la History of the War in the North of New Zealand against the Chief Heke.
Durante este período, la adquisición de mosquetes por las tribus en contacto con los europeos desestabilizaron el equilibrio de poder antes existente entre las tribus maoríes, comenzando un período de guerrilla sangrienta inter-tribal, conocida como Guerra de los Mosquetes, que terminó en el exterminio efectivo de varias tribus y la migración de varias otras fuera de sus territorios tradicionales. Fuerzas europeas (ejército, colonos, marineros, fugitivos...) también mataron un gran número de maoríes durante este período (el número exacto es desconocido, pero las estimativas varían entre el 10 y el 50 %) además de la captura de esclavos y mujeres por parte de los forasteros.
Ante la creciente actividad misionera europea y la colonización durante los años 1830 sumadas a la falta de leyes en la colonia, la Corona inglesa, potencia mundial de la época, fue presionada para impedir el exterminio del pueblo maorí.
A raíz de la intervención británica, Nueva Zelanda se convirtió en colonia británica mediante la firma del Tratado de Waitangi en 1840. Hasta el día de hoy, este tratado está siendo discutido y permanece como el origen de divisiones y resentimientos para muchos. En 1861, el descubrimiento de yacimientos auríferos en territorios que el tratado aceptaba como maoríes, significó un nuevo ataque a los derechos de los aborígenes, quienes respondieron con una heroica resistencia llamada Guerra Maorí.
La conquista europea redujo bastante la población nativa, si para 1840 se estimaba en 100.000 nativos y 2000 blancos en las islas, en 1896 se contaron 42 000 nativos y más de 700 000 colonos.

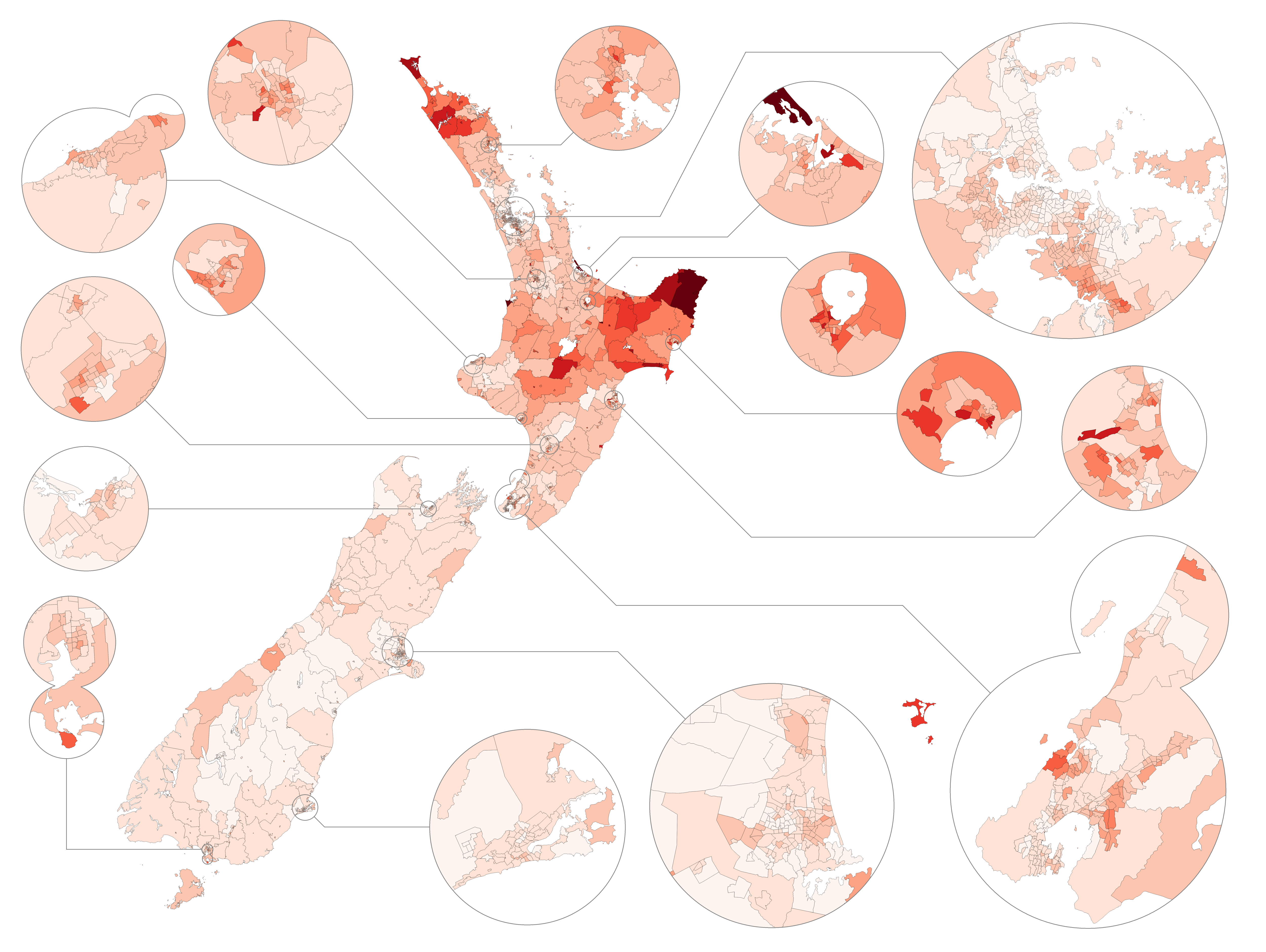
Distribución de la población maorí en el censo nacional neozelandés de 2013

## Tradiciones y costumbres

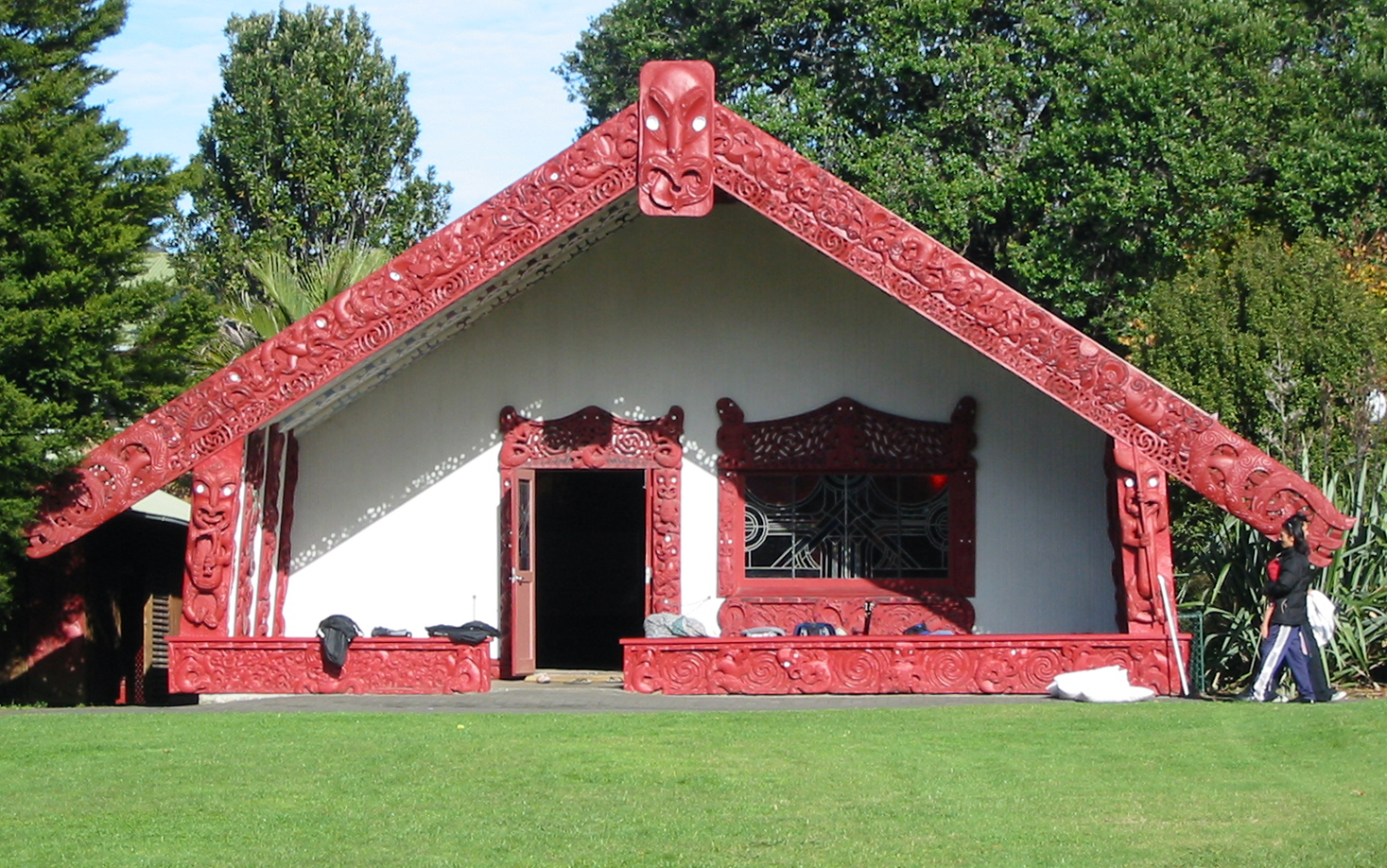
Tanenui-a-rangi, un Wharenui moderno en el Campus de la Universidad de Auckland.

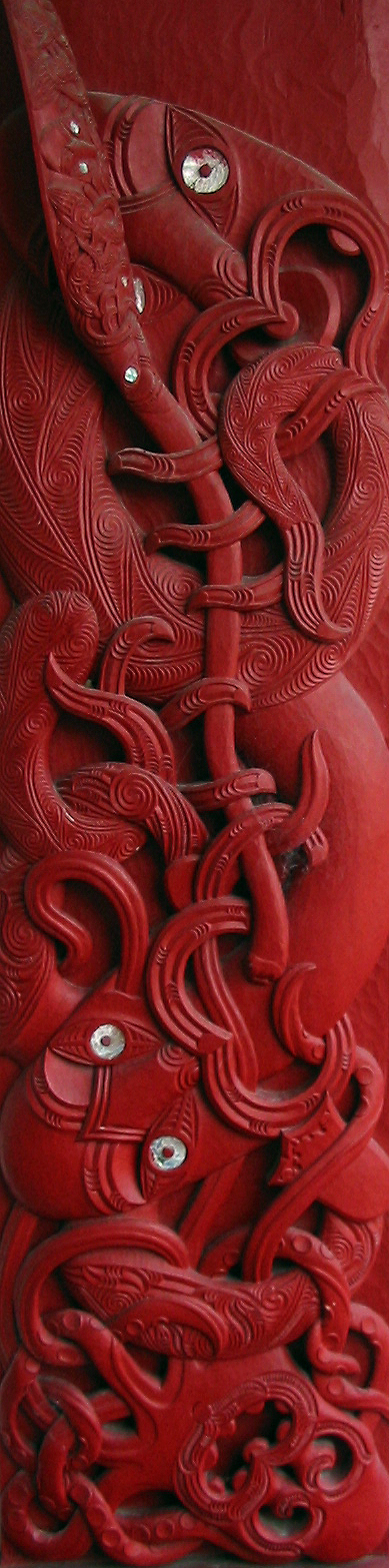
El navegador Kupe tallado.

A diferencia de los australianos, que por diversas razones han ido perdiendo las tradiciones de los colonizadores europeos, los neozelandeses han modificado muy poco sus costumbres de ingleses trasplantados al hemisferio austral. Asimismo, a principios del siglo XX, se produjo un notable fenómeno de urbanización, se formaron muchas ciudades de tamaño mediano, pobladas por unos miles de habitantes, en las que la vida se centraba sobre una calle principal con grandes almacenes. Caracteres menos provincianos tienen las cuatro ciudades con funciones de polos regionales de ambas islas. Desde el punto de vista del urbanismo son semejantes a las ciudades europeas, sobre todo inglesas, con un centro directivo y comercial, formado por edificios de estilos diversos que albergan bancos, oficinas, comercios y salas de cine, en torno al cual se extienden los barrios residenciales, compuestos con frecuencia por casas de madera, cubiertas por planchas onduladas, y delante el pequeño jardín, repartidas por calles tranquilas y arboladas, donde la familia encuentra su intimidad. Los maoríes actuales, como la mayoría de pueblos polinesios en la actualidad, son cristianos de diferentes confesiones protestantes.

### Tradiciones y organización social maoríes desaparecidas
Pueblo de guerreros con religiones animistas y chamánicas que practicaban el canibalismo, después de la llegada de los europeos, vieron restringirse su territorio hasta quedar concentrados en reservas como las de TeIka, en Maui (isla del norte). Se han ido convirtiendo en campesinos y ganaderos, que viven como los europeos en pequeñas factorías madereras, con tendencia a desarrollar una economía de carácter individual, al contrario del sistema comunitario de otro tiempo. Sus esculturas tradicionales han desaparecido y su espíritu artístico parece haber muerto para siempre. La atracción de las ciudades es muy grande, por lo que muchos abandonan su tierra y su tribu para integrarse, incluso en condiciones poco favorables, en las grandes urbes.[cita requerida]
La organización social del pueblo maorí era aristocrática. La población se dividía en grandes tribus independientes entre sí, cuyos antepasados respectivos eran los míticos navegantes de la gran migración oceánica. Cada tribu —que llevaba el nombre de una de las canoas de la flota: arawa, aotea, matatua, tainui, etc.— se dividía en tribus secundarias, a su vez repartidas en familias, hapu. Después de una primera etapa como cazadores de moas, hasta que acabaron con los recursos y la población de las islas se hizo demasiado grande para una sociedad cazadora recolectora, evolucionaron a formar una sociedad agrícola con distintos poblados fortificados independientes entre sí.
El descendiente de una larga lista de nobles antepasados era el jefe de la tribu, el ariki rangi, es decir el representante del cielo (rangi). Su importancia y prestigio (mana) dependían de la antigüedad de su árbol genealógico. Después del ariki venían los tohunga, los sacerdotes, quienes por la cantidad de mansiones que les eran confiadas, se convertían en los personajes más influyentes de la sociedad. Les correspondía prever los destinos de la tribu, alejar los tapu (tabú), defender de los sortilegios, purificar a los niños, ocuparse de las honras fúnebres, además eran astrólogos, botánicos, poetas, historiadores y preceptores de los jóvenes jefes y de los hijos de la nga tangata rangatira, los nobles que formaban la clase media de los nga tutua, compuesta sobre todo por los guerreros. Por fin, últimos entre los últimos eran los esclavos, nga taure kareka, considerados como objetos de los que cada uno podía disponer a su capricho. A pesar de esta estructuración tan precisa de poderes y deberes, la autoridad de los jefes no era muy grande. En efecto, para asuntos importantes que afectaban a toda la tribu, el ariki debía ser consultado siempre, pero sus decisiones no eran observadas necesariamente. Solo si poseía una fuerte personalidad, y si era apoyado por la influencia mística de algunos tohunga, un jefe lograba ejercer una auténtica aristocracia.
El nacimiento y el matrimonio tenían gran importancia entre los maoríes. Al recién nacido se le consideraba impuro, pues estaba poseído por el tapu de la madre, y solo el tohunga podía liberarlo, volverlo noa, con una ceremonia en la que a veces se le imponía al mismo tiempo el nombre. Para casarse, los maoríes no hacían tanta ceremonia como para los motivos o celebraciones más.
Los maoríes eran guerreros en constante alerta, pues en las aldeas el estado de guerra no se interrumpía prácticamente y el factor sorpresa desempeñaba un papel importante en la victoria. Cuando una expedición iba al combate, el tohunga debía hacer sus presagios: plantaba en el suelo tantos palos como eran los jefes y los mejores guerreros, y, por el número de los abatidos por la brisa nocturna, se predecía la suerte de la expedición. Otra ceremonia previa al combate era el rapado de la cabeza. En cuanto al armamento, este no podía ser más simple, pero al mismo tiempo perfecto en su funcionalidad mortífera. El instrumento de lucha más común era una especie de maza corta en forma de espátula, con los bordes y la punta muy afilados. La más apreciada era de jade verde y se llamaba meré, había otros tipos: de basalto (patu onewa), de hueso de ballena (patu paraoa) y de madera (tumera). Otra arma muy usada era el taiaha, o hani, una especie de venablo fabricado con madera dura y teniendo cerca de un metro y medio de longitud total.
En 1809, los 66 pasajeros y la tripulación del barco The Boyd fueron muertos y comidos por maoríes en la península de Whangaroa, en la isla Norte. Esto fue un utu (venganza) por el azotamiento con látigo de un maorí que rehusó trabajar en el barco durante el viaje desde Australia. La Masacre de Boyd permanece como la mayor matanza en la historia de Nueva Zelanda.

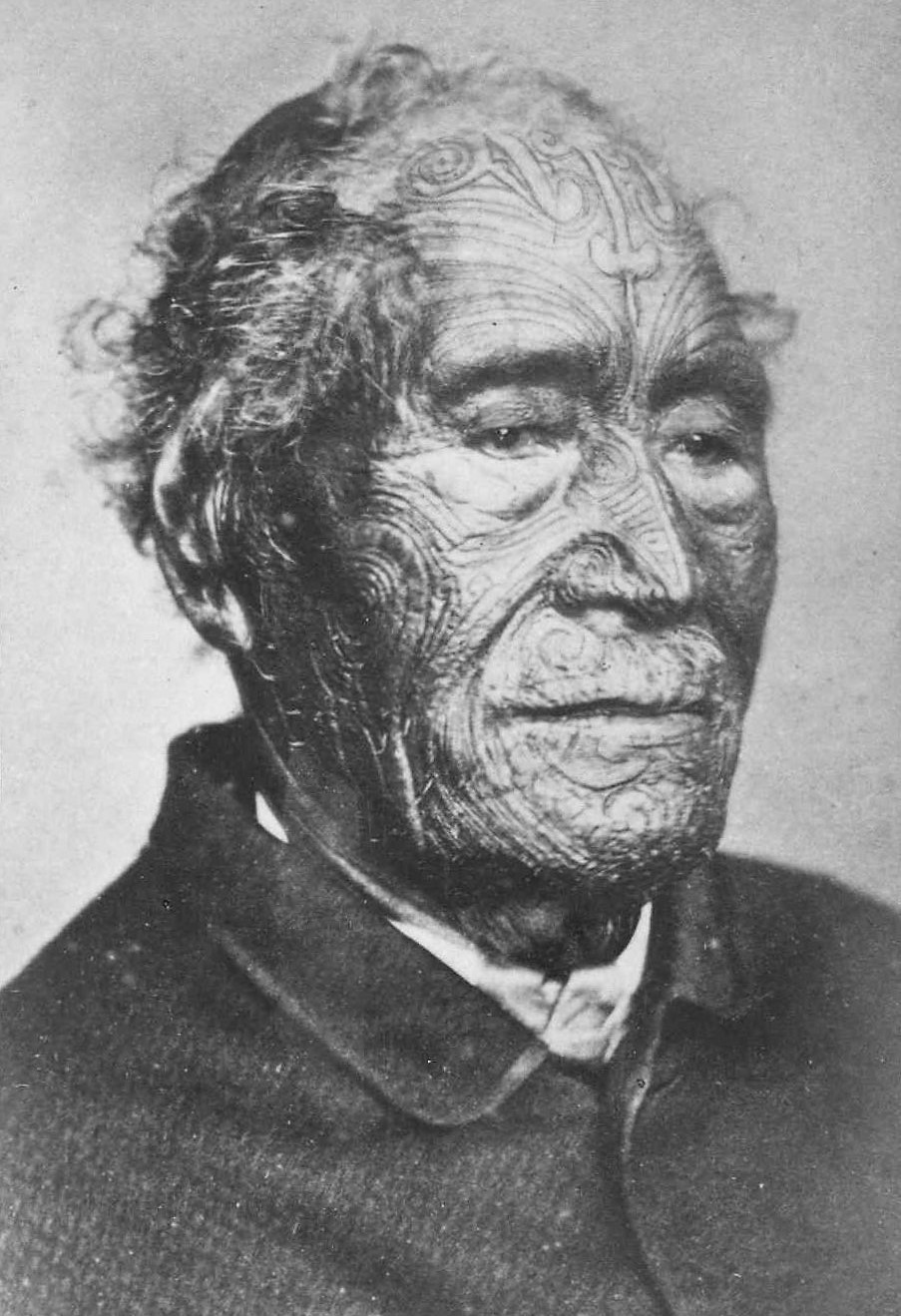
Tāmati Wāka Nene, con el tatuaje facial denominado Tā moko hacia 1870.

El moko es el tatuaje facial tradicional con el cual el maorí se distinguía y marcaba el clan al que pertenecía. El guerrero utilizaba el moko para contar su propia historia: Cada signo indica un logro distinto en su historia personal propia. La mujer portaba el signo tradicional sobre el mentón para indicar que estaba ligada a un guerrero.

## Literatura maorí
La literatura actual del pueblo maorí se enmarca hoy en día, en el contexto cultural de Nueva Zelanda.
Poco después de la llegada de los europeos, la historia y leyendas maoríes de transmisión oral, se complementaron con los relatos escritos por los primeros viajeros, como los del capitán James Cook, quién visitó el país en 1769, en donde perdió algunos de sus hombres por una pelea con los maoríes. Durante los cien primeros años de asentamientos europeos (de 1820 a 1920), los textos más importantes eran los correspondientes a los periódicos o relatos verídicos que hablaban de la vida de los pioneros, como lo es el caso del primer año del asentamiento de Canterbury (1863) del novelista inglés Samuel Butler. Solo unos pocos colonos fueron capaces de plasmar con propia voz la preocupación general por la tradición cultural de la época. Entre ellos destacan los novelistas William Satchell y Jane Mander, y los poetas R.A.K. Manson y Blanche Edith Baughan, aunque fue Katherine Mansfield, coetánea a todos ellos, quién ganó la atención de los lectores sobre las peculiaridades de Nueva Zelanda.
La depresión económica de la década de 1930 y la II Guerra Mundial ayudaron a reforzar el creciente sentimiento de identidad nacional, que quedó expresado a partir de 1945 por una nueva generación de escritores poscoloniales. A lo largo de las décadas de 1950 y 1960, la poesía floreció de manos de Allen Curnow y James K. Baxter
La figura más sobresaliente de la novela de ficción de posguerra fue Frank Sargeson, escritor de relatos cortos y novelista cuya obra perduró durante casi cinco décadas, hasta su muerte en 1982. Su plena dedicación a la escritura y a la búsqueda del lenguaje que expresará la voz de Nueva Zelanda sirvió de inspiración a muchos escritores posteriores. Entre sus protegidos están Maurice Duggan y Janet Frame. La primera obra de Frame se publicó en 1952, pero no fue hasta la década de 1980, con la publicación de su autobiografía en tres volúmenes, cuando alcanzó renombre internacional. Otros escritores importantes cuyas obras se publicaron a partir de la década de 1970 son Maurice Gee, Maurice Shadbolt y Keri Hulme (literatura maorí).

### Literatura maorí
La mayor parte de la rica tradición oral del pueblo maorí la recogieron los eruditos europeos a finales del siglo XIX, conscientes de que este pueblo estaba abocado a la desaparición como resultado de las guerras y enfermedades traídas del exterior. Algunas de las leyendas más importantes fueron publicadas entonces, y de la misma forma se cuenta la historia de los maoríes en el dios hombre que pescó la isla Norte del mar, todas ellas entraron a formar parte de la consciencia nacional. Casi todo el material literario quedó agrupado en las bibliotecas y se consideró un emblema del archivo histórico.
La contribución del pueblo maorí al desarrollo de la principal corriente literaria de la Nueva Zelanda poscolonial, no fue muy significativa hasta mediados de la década de 1960. Jaqueline Sturn, en 1966, fue la primera escritora maorí que apareció en la antología de escritores neozelandeses. Dos años antes, el gran poeta Hone Tuwhare había publicado su primera colección, Un sol poco común. El éxito de los novelistas Witi Ihimaera y Patricia Grace durante la década de 1970, fue la confirmación a lo que los escritores maoríes ya habían establecido por sí mismos en la línea del género literario moderno. Keri Hulmes fue probablemente el escritor maorí más conocido fuera del país. Su novela El pueblo hueso ganó el premio Booker de la Academia Británica de las Letras en 1985. Como la mayoría de documentos descriptivos del siglo XIX.

### Palabras básicas en maorí
1. Kia Ora = Hola
2. Kia ora tātou = Hola a todos
3. Ten Koe = Saludos a ti (para una persona)
4. Nau mai, haere mai = Bienvenido/a
5. Ka kite āno= Nos vemos pronto

### Palabras en maorí
1. Wero = Reto o desafío
2. Tangata whenua = Anfitriones
3. Manuhiri = Invitados
4. Koha = Regalo
5. taonga = Tesoro

## Música
El haka son gritos y golpes rítmicos. Esta danza se ejecuta en ceremonias de recepción a visitantes extranjeros, aunque en el pasado era el grito de guerra de estas tribus en el campo de batalla. Las figuras típicas del haka son gritos y golpes rítmicos que deben intimidar al adversario e infunden valor al guerrero maorí. Hoy en día, la música maorí es principalmente vocal. Aparte de cantos de guerra, también se cantan historias de amor y nanas. Los instrumentos están construidos con madera, hueso, piedra, conchas o caparazones de animales. Son principalmente de viento y de percusión. En la actualidad, se han adoptado varios instrumentos modernos como la guitarra y el ukelele. Estos instrumentos provienen de la naturaleza y no han requerido mucha transformación por parte del ser humano.